# Arvato
Arvato – międzynarodowy dział Bertelsmanna zajmujący się outsourcingiem.
Spółka powstała 1 lipca 1999 roku w Gütersloh w Niemczech. W 2019 r. zatrudniała 77 342 pracowników. Główna siedziba znajduje się w Gütersloh. Spółka w 2014 roku zarobiła 4,662 mld euro. 